# I Can’t Wait
I Can’t Wait ist ein Lied von den Nu Shooz aus dem Jahr 1986, das von John Smith geschrieben wurde und auf dem Album Poolside erschien.

## Geschichte
Die Aufnahmen des Liedes fanden in der Zeitspanne 1984–1985 statt, somit war dies der erste Song, der für das Album Poolside aufgenommen wurde. Später, nach dem Erfolg von I Can’t Wait, wurde 1986 das ganze Album aufgenommen.
Die Veröffentlichung fand am 28. Februar 1986 statt. Der Song wurde in Kanada ein Nummer-eins-Hit. Zur gleichen Zeit war der gleichnamige Song von Stevie Nicks, der ebenfalls 1986 erschien, unter anderem in den US-amerikanischen Charts.
Eine 12" Maxisingle mit 45 rpm enthielt 1986 drei verschiedene Mixes von I Can’t Wait: den Long Dutch Mix mit einer Laufzeit von 6:15, den American Mix (4:50) sowie eine auf 3:38 Laufzeit editierte Radiohitversion (Dutch Mix). Die „Dutch Mix“ betitelten Versionen, darunter die bekannte Radioversion, wurden von Peter Slaghuis remixt.
In der Zeitschrift Spin schrieb John Leland über den Song: „Man kann den Song so oft hören wie man will, es hinterlässt starke Eindrücke aus der Disco-Szene. Mit anderen Worten: Es ist der perfekte Disco-Hit.“
In Filmen wie Hot Tub – Der Whirlpool … ist ’ne verdammte Zeitmaschine und Umständlich verliebt konnte man den Song hören.

## Musikvideo
Beim Musikvideo führte Jim Blashfield Regie, es enthält Animationen und ist sehr surrealistisch angehaucht. In der Handlung singt Valerie Day den Song sitzend vor einem Schreibtisch, während sie einige Dinge nebenbei durchführt.

### Chartplatzierungen
| ChartsChartplatzierungen       | Höchstplatzierung | Wochen |
| ------------------------------ | ----------------- | ------ |
| Deutschland (GfK)              | 2 (15 Wo.)        | 15     |
| Österreich (Ö3)                | 16 (8 Wo.)        | 8      |
| Schweiz (IFPI)                 | 4 (9 Wo.)         | 9      |
| Vereinigte Staaten (Billboard) | 3 (23 Wo.)        | 23     |
| Vereinigtes Königreich (OCC)   | 2 (14 Wo.)        | 14     |

| ChartsJahrescharts (1986)      | Platzierung |
| ------------------------------ | ----------- |
| Deutschland (GfK)              | 23          |
| Vereinigte Staaten (Billboard) | 26          |

### Auszeichnungen für Musikverkäufe
| Land/Region                  | Auszeichnungen für Musikverkäufe (Land/Region, Auszeichnung, Verkäufe) | Verkäufe |
| ---------------------------- | ---------------------------------------------------------------------- | -------- |
| Vereinigte Staaten (RIAA)    | Gold                                                                   | 500.000  |
| Vereinigtes Königreich (BPI) | Silber                                                                 | 250.000  |
| Insgesamt                    | 1× Silber · 1× Gold ·                                                  | 750.000  |

## Coverversionen
- 1987: Saragossa Band
- 1997: Fettes Brot (Sekt oder Selters)
- 1997: Vanessa Lynn Williams (Happiness)
- 2006: Bow Wow (Easy)
- 2010: Mann feat. 50 Cent (Buzzin’)